# Christoph Napp-Zinn
Christoph Napp-Zinn (* 1955 in Stuttgart) ist ein deutscher Künstler, Grafiker und Designpädagoge.

## Werdegang
Während seines Studiums der Kunstgeschichte an der Universität zu Köln sowie der Kunsterziehung an der Johannes Gutenberg-Universität in Mainz belegte er zusätzliche Veranstaltungen in den Studiengängen klassische Philologie, Biologie und Geographie. 1981 erhielt er ein Förderstipendium der Johannes Gutenberg-Universität für seine interdisziplinären und technikübergreifenden Innovationen.
Vom Kultusministerium Rheinland-Pfalz nach Luxemburg delegiert, ist er der erste Kunsterzieher, der dort simultan dreisprachig Kunstunterricht erteilt. Mit zwei Kolleginnen verfasst er federführend ein Curriculum, das im Fach Bildende Kunst bis heute an allen Europäischen Schulen verbindliche Richtlinien setzt. (Siehe Europäische Schulen)
1991 berät er den Rat für Formgebung in Frankfurt bei der Herausgabe des Kataloges und der gleichnamigen Ausstellung Design im Schulunterricht. 1993 veröffentlicht er mit zwei Kollegen im Klett-Verlag, Stuttgart das Schulbuch Design, das inzwischen als Standard-Werk gilt. 1994 erhält er einen Lehrauftrag am Institut für Lehrerfortbildung in Mainz zum Thema 'Design im Kunstunterricht'. 
Harald Strutz, Präsident des 1. FSV Mainz 05, beauftragt ihn 1984 mit der Gestaltung eines Plakates, das über Jahre dem Verein in der Öffentlichkeit ein völlig neues Image verleihen sollte: als erster Deutscher Profi-Fußball-Verein schmückt man sich mit Kunst auf seinen Plakaten. 
2004 folgt der Auftrag der Post des Großherzogtums Luxemburg für die Gestaltung einer Briefmarke anlässlich der 50-Jahr-Feier der Europäischen Schule Luxemburg.

## Arbeit
Bei den Themen Akt, Architektur und Bewegung wird die Kamera bei Christoph Napp-Zinn zum unverzichtbaren bildnerischen Werkzeug. Dabei verwendet er bevorzugt Linienführung, Anordnung und Perspektive als eigenständige Gestaltungsmittel.

## Ausstellungen
- Mainz und Köln 1984: 'Mode und Medien',
- Landstuhl 1989 'Bewegung im Bild',
- Köln 1993 'Aus zweiter Hand',
- Luxemburg 1998 'Fliegen, Liegen, Fallen', 2000 'Odyssee', 2004 'Zahlenspiele', 2007 'Blue Stag Mega Hype' (Gruppenausstellung),
- Sulzfeld 2007 'Nine Eleven und der Tag danach'.

Zahlreiche Arbeiten befinden sich in öffentlichem Besitz (z. B. Gutenberg-Museum in Mainz) oder in privaten Sammlungen.

## Weblink
- Internetpräsenz ART-IS! NAPP-ZINN

| Personendaten    | Personendaten                                   |
| ---------------- | ----------------------------------------------- |
| NAME             | Napp-Zinn, Christoph                            |
| KURZBESCHREIBUNG | deutscher Künstler, Grafiker und Designpädagoge |
| GEBURTSDATUM     | 1955                                            |
| GEBURTSORT       | Stuttgart                                       |